# Eupterote epicharis
Eupterote epicharis är en fjärilsart som beskrevs av Reginald James West 1932.
Eupterote epicharis ingår i släktet Eupterote och familjen Eupterotidae. Inga underarter finns listade i Catalogue of Life.